# Bureau of Intelligence and Research
Il Bureau of Intelligence and Research (INR) è un'agenzia di intelligence del Dipartimento di Stato degli Stati Uniti, la più piccola e antica agenzia della U.S. Intelligence Community. Sebbene non abbia la quantità di personale e risorse tecniche di altre agenzie, è considerata la più prestigiosa di tutta la nazione.
Lo scopo principale dell'INR è fornire intelligence e analisi da tutte le fonti a supporto dei diplomatici statunitensi e della politica estera del paese.